# Kościół św. Anny w Miliczu
Kościół świętej Anny – rzymskokatolicki kościół parafialny należący do dekanatu Milicz archidiecezji wrocławskiej. Znajduje się w południowej dzielnicy miasta - Karłowie.

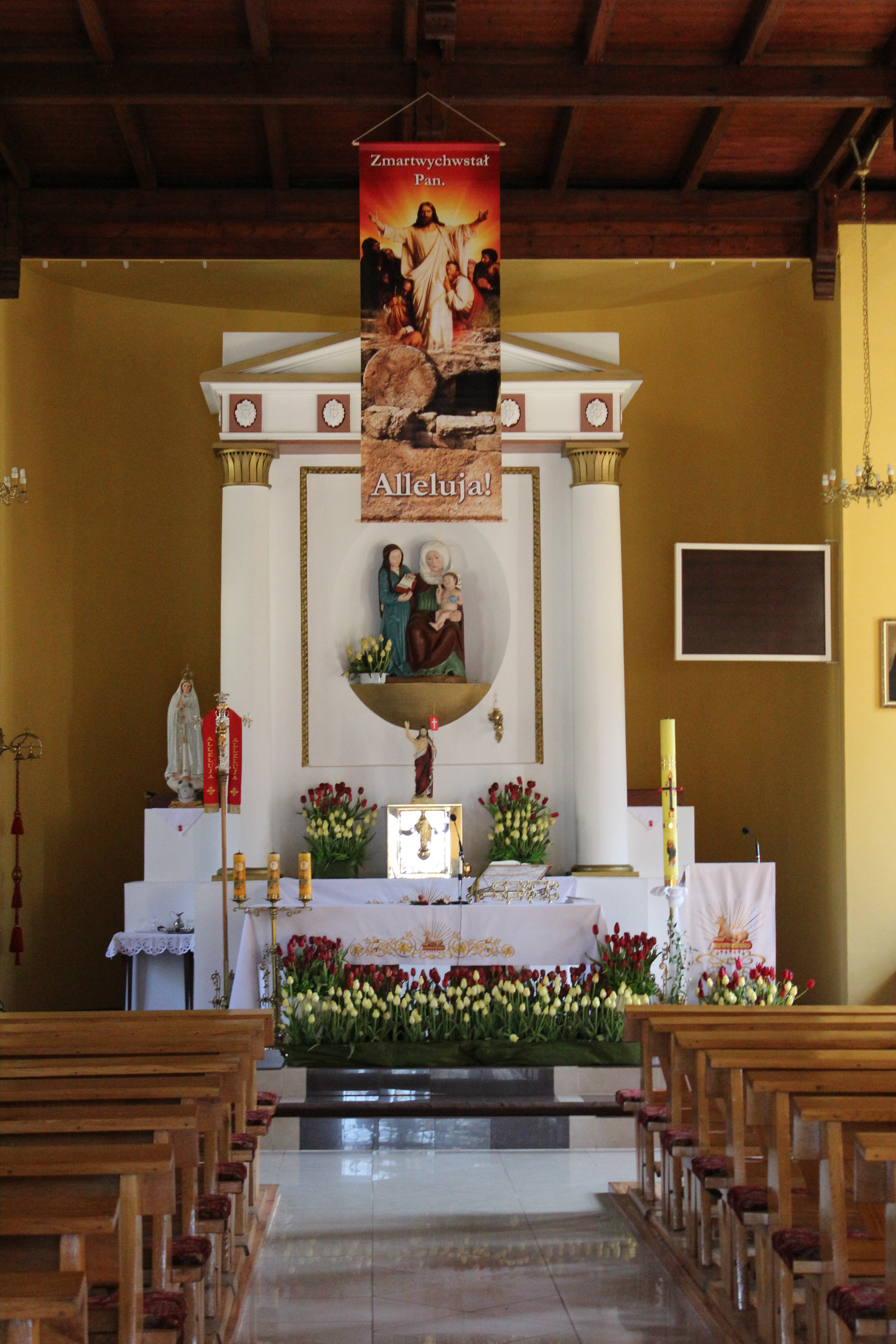
Wnętrze świątyni

Jest to klasycystyczna świątynia, murowana z cegły, na planie prostokąta, salowa zbudowana w latach 1807-1808przez hrabiego Joachima Karola Maltzana, który został w niej pochowany w 1817 roku, zaprojektował ją Leonard Schaetzel. Kościół został wzniesiony dla robotników pracujących w manufakturach na Karłowie. Wewnątrz znajduje się ołtarz główny w stylu empire z późnogotycką drewnianą rzeźbą św. Anny Samotrzeciej z około 1500 roku, umieszczoną nad tabernakulum. Od 2001 roku przy kościele mieści się nowa parafia pod wezwaniem św. Anny.